# قصاء
قَصَّاء (الاسم العلمي: Alienosternus)، جنس حشرات خنفسية من فصيلة خنافس طويلة القرون وتحتوي على الأنواع التالية
- Alienosternus cristatus (Zajciw, 1970)
- Alienosternus metallicus Martins, 1976
- Alienosternus simplex Martins, 1976
- Alienosternus solitarius (Gounelle, 1909)